# Rachel Neylan
Rachel Neylan, née le 9 mars 1982 à Sydney, est une coureuse cycliste australienne. Elle s'est notamment classée deuxième du championnat du monde sur route 2012. En 2024, elle court désormais sous les couleurs de l'équipe irlandaise

## Biographie

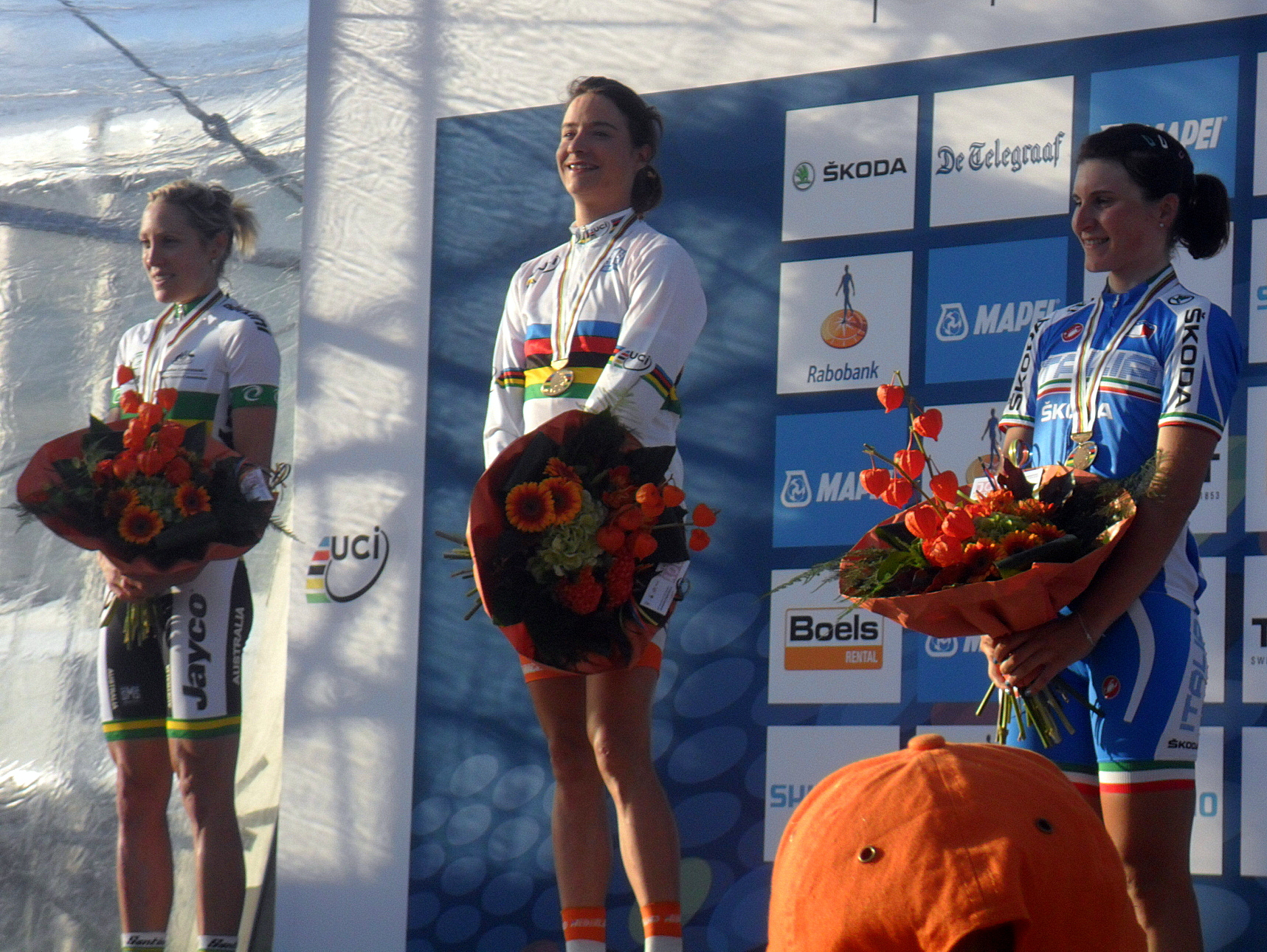
Podium des championnats du monde 2012

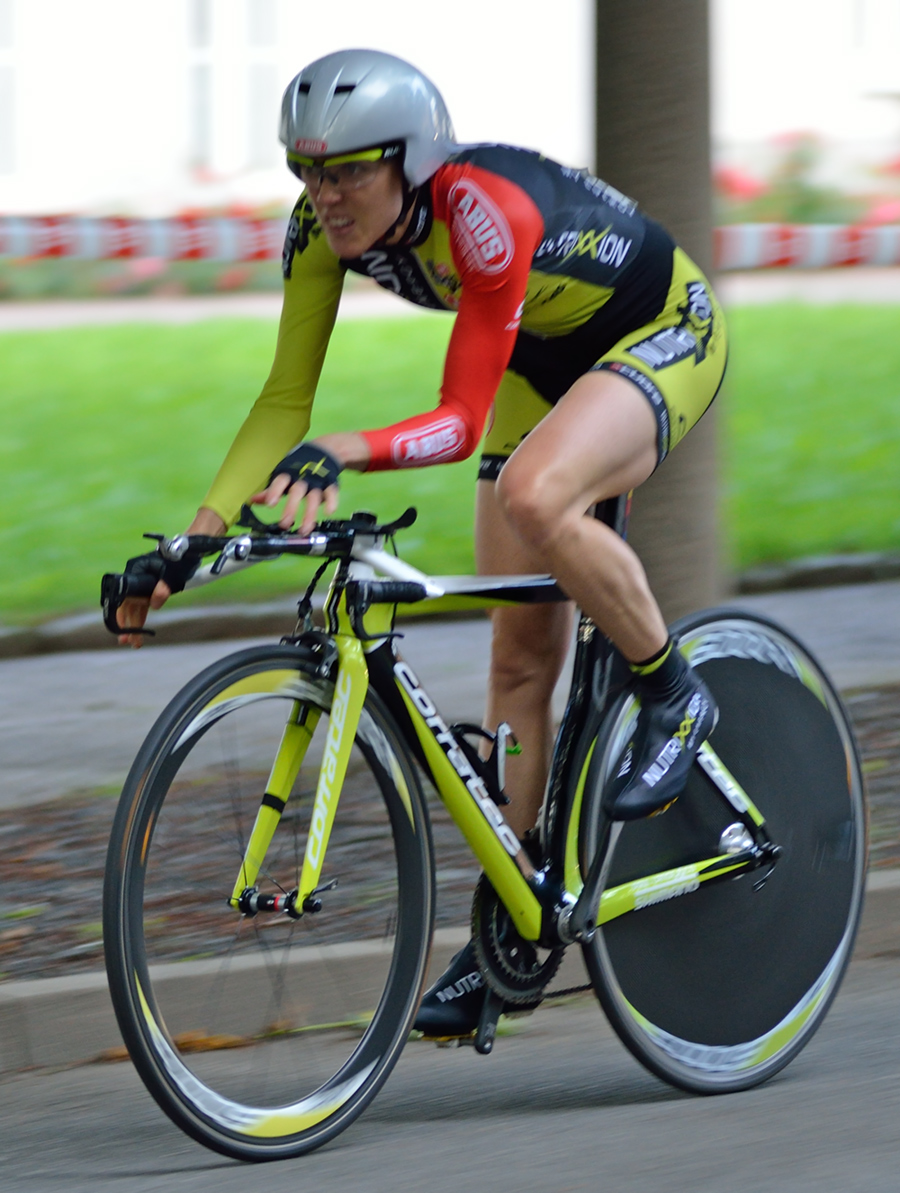
Rachel Neylan lors du Tour de Thuringe 2012

Après avoir pratiqué la course à pied et l'aviron, Rachel Neylan commence le cyclisme en 2007. En 2009, elle est sixième des championnats d'Australie et d'Océanie du contre-la-montre. L'année suivante, aux championnats d'Australie sur route, elle est quatrième de la course en ligne et septième du contre-la-montre. En juillet, elle est neuvième du Tour féminin en Limousin. Sa saison 2011 est marquée par deux fractures à la hanche.
En 2012, Rachel Neylan est membre de l'équipe allemande Abus-Nutrixxion. En début d'année, aux championnats d'Australie sur route, elle est troisième de la course en ligne et septième du contre-la-montre. Elle est ensuite douzième du Tour de Nouvelle-Zélande et médaillée de bronze au championnat d'Océanie. Au milieu de l'année, Abus-Nutrixxion rencontre des difficultés. Rachel Neylan doit courir pour elle-même et composer son propre calendrier de courses. Elle dispute notamment le Trophée d'or, puis le Tour de l'Ardèche, dont elle prend la quatrième place. À la suite de cette course, elle obtient, pour la première fois, une place en équipe nationale pour les championnats du monde sur route, dans le Limbourg néerlandais,. Elle prend la deuxième place de la course en ligne, finissant à dix secondes de la championne du monde Marianne Vos.
L'équipe norvégienne Hitec Products-UCK recrute Rachel Neylan pour la saison 2013. Après une saison dans l'équipe, elle n'est pas conservée.
En mars 2015, Orica-AIS annonce la signature de Neylan pour le reste de la saison. En sélection nationale, Rachel Neylan gagne la troisième étape puis le classement général du Trophée d'Or. Elle est sélectionnée pour les championnats du monde.
En mai 2016, elle remporte au sprint le Grand Prix de Plumelec-Morbihan. Le 12 juillet, elle apprend sa sélection pour les Jeux olympiques de Rio.

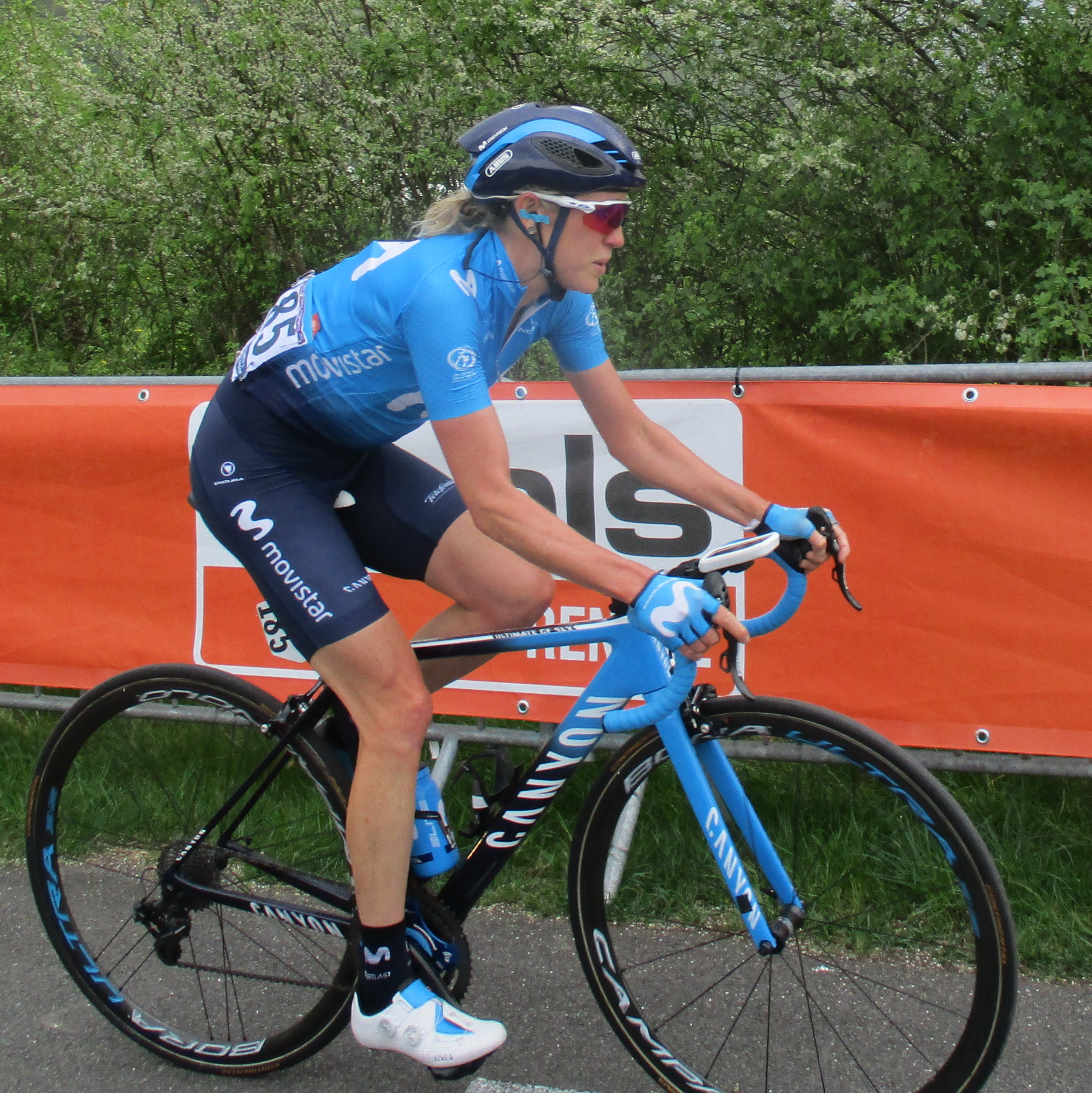
À Liège-Bastogne-Liège 2018

## Palmarès sur route

### Palmarès par années
- 2012
  -  Médaillée d'argent du championnat du monde sur route
  - 3e du championnat d'Australie sur route
  -  Médaillée de bronze du championnat d'Océanie sur route
- 2015
  - Cadel Evans Great Ocean Road Race
  - Trophée d'Or féminin :
    - Classement général
    - 2e étape

  - 2e du championnat d'Australie sur route
  - 4e du championnat d'Océanie sur route
- 2016
  - Grand Prix de Plumelec-Morbihan Dames
  - 3e du championnat d'Australie sur route
- 2017
  - 2e de l'Erondegemse Pijl
- 2019
  - 2e étape secteur b de la Gracia Orlová
  - 3e du Santos Women's Tour
  - 6e du Tour de Norvège
- 2021
  - 2e de La Choralis Fourmies Féminine
  - 3e du Tour d'Émilie
  - 3e des Trois vallées varésines
- 2022
  - 3e de la Périgord Ladies

### Résultats sur les grands tours

#### Tour d'Italie
5 participations
- 2011 : abandon (10e étape)
- 2015 : 32e
- 2018 : abandon (4e étape)
- 2019 : 46e
- 2020 : 69e
- 2022 : non-partante (prologue)

#### Tour de France
2 participations :
- 2022 : 28e
- 2023 : 49e

### Classement mondiaux
| Année                                 | 2010 | 2011 | 2012 | 2013 | 2014 | 2015 | 2016 | 2017 | 2018 | 2019 | 2020 | 2021 | 2022 | 2023 |
| ------------------------------------- | ---- | ---- | ---- | ---- | ---- | ---- | ---- | ---- | ---- | ---- | ---- | ---- | ---- | ---- |
| Classement UCI                        | 112e | nc   | 29e  | 404e | 195e | 82e  | 68e  | 130e | 279e | 94e  | 228e | 65e  | 167e | 202e |
| UCI World Tour                        |      |      |      |      |      |      | 122e | 142e | 122e | 77e  | nc   | 65e  | 109e | 106e |
|                                       |      |      |      |      |      |      |      |      |      |      |      |      |      |      |
| Légende : nc = non classéSource : UCI |      |      |      |      |      |      |      |      |      |      |      |      |      |      |